# 7891 Фуші
7891 Фуші (7891 Fuchie) — астероїд головного поясу, відкритий 11 листопада 1994 року.
Тіссеранів параметр щодо Юпітера — 3,591.